# Hoa hậu Tuổi Teen Mỹ
Hoa hậu Tuổi Teen Mỹ (Tiếng Anh: Miss Teen USA) là một cuộc thi sắc đẹp dành cho các thiếu nữ Mỹ tuổi từ 15–19, từng được điều hành bởi Tổ chức Hoa hậu Hoàn vũ (Miss Universe Organization). Cuộc thi lần đầu tiên được tổ chức vào năm 1983 và trở thành một trong những cuộc thi sắc đẹp hấp dẫn nhất nước Mỹ. Năm 2015, cuộc thi này thuộc về WME/IMG cùng với cuộc thi Hoa hậu Hoàn vũ và  Hoa hậu Mỹ (Miss USA). Cuộc thi được tổ chức bởi Tổ chức Hoa hậu Mỹ (Miss USA Organization) đến hết năm 2020.
Từ năm 2021, cuộc thi cùng với Hoa hậu Mỹ sẽ không còn thuộc quyền sở hữu của Tổ chức Hoa hậu Hoàn vũ nữa. Giám đốc quốc gia mới của hai cuộc thi là Crystle Stewart, Hoa hậu Mỹ 2008.
Vào tháng 8 năm 2023, có thông báo rằng Crystle Stewart đã từ chức chủ tịch của Tổ chức Miss USA. Cô được thay thế bởi nhà thiết kế thời trang Laylah Rose.
Từ năm 2008, hợp đồng giữa Tổ chức Hoa hậu Hoàn vũ và kênh NBC về việc phát sóng cuộc thi hết thời gian hiệu lực. Tuy nhiên cả hai bên quyết định không gia hạn hợp đồng. Do vậy, cuộc thi đã không còn được phát sóng trực tiếp trên kênh này từ đó đến nay. Trong những năm 2008–2015, cuộc thi được tổ chức tại khu nghỉ mát Đảo Atlantis Paradise, nằm ở Nassau, Bahamas.
Đương kim Hoa hậu Tuổi Teen Mỹ là UmaSofia Srivastava	đến từ bang New Jersey, được trao vương miện vào ngày 28 tháng 9 năm 2023 tại Khu nghỉ dưỡng Grand Sierra ở Reno, Nevada.

## Lịch sử
Hoa hậu Tuổi Teen Mỹ được tổ chức lần đầu tiên vào năm 1983 như một cuộc thi chị em của Hoa hậu Mỹ. Năm đó, cuộc thi được tổ chức tại bang Florida và người chiến thắng là Ruth Zakarian, đến từ New York. Từ năm 2003 đến năm 2007, cuộc thi được truyền hình trực tiếp trên kênh NBC nhưng sau đó sẽ không còn bất kỳ chương trình Hoa hậu Tuổi Teen Mỹ nào được phát sóng nữa.
Hoa hậu Tuổi Teen Mỹ đã tìm ra rất nhiều nữ diễn viên và người dẫn chương trình nổi tiếng của nước Mỹ như Kelly Hu (Hawaii), Bridgette Wilson (Oregon), Charlotte Lopez-Ayanna (Vermont), Vanessa Minnillo (Nam Carolina). Hoa hậu Tuổi Teen Mỹ cũng là một bước đệm để các cô gái trẻ có thể vươn tới mục tiêu cao hơn là danh hiệu Hoa hậu Mỹ. Từng có 8 Hoa hậu Mỹ đã từng tham dự Hoa hậu Tuổi Teen Mỹ.

### Địa điểm tổ chức
| Năm  | Ấn bản | Ngày        | Địa điểm tổ chức                                                  | Thành phố          | Bang/Quốc gia | Tham dự |
| ---- | ------ | ----------- | ----------------------------------------------------------------- | ------------------ | ------------- | ------- |
| 1983 | Thứ 01 | 30 tháng 8  | Trung tâm Hành chính Lakeland                                     | Lakeland           | Florida       | 51      |
| 1984 | Thứ 02 | 03 tháng 4  | Trung tâm Hội nghị Memphis Cook                                   | Memphis            | Tennessee     | 51      |
| 1985 | Thứ 03 | 22 tháng 1  | Trung tâm James L. Knight                                         | Miami              | Florida       | 51      |
| 1986 | Thứ 04 | 21 tháng 1  | Trung tâm Ocean                                                   | Daytona Beach      | Florida       | 51      |
| 1987 | Thứ 05 | 21 tháng 7  | Trung tâm Hành chính El Paso                                      | El Paso            | Texas         | 51      |
| 1988 | Thứ 06 | 25 tháng 7  | Khu thương mại Orange Pavilion                                    | San Bernardino     | California    | 50      |
| 1989 | Thứ 07 | 25 tháng 7  | Khu thương mại Orange Pavilion                                    | San Bernardino     | California    | 51      |
| 1990 | Thứ 08 | 16 tháng 7  | Trung tâm Thể thao Mississippi Coast                              | Biloxi             | Mississippi   | 51      |
| 1991 | Thứ 09 | 19 tháng 8  | Trung tâm Thể thao Mississippi Coast                              | Biloxi             | Mississippi   | 51      |
| 1992 | Thứ 10 | 24 tháng 8  | Trung tâm Thể thao Mississippi Coast                              | Biloxi             | Mississippi   | 50      |
| 1993 | Thứ 11 | 06 tháng 8  | Trung tâm Thể thao Mississippi Coast                              | Biloxi             | Mississippi   | 51      |
| 1994 | Thứ 12 | 16 tháng 8  | Trung tâm Thể thao Mississippi Coast                              | Biloxi             | Mississippi   | 51      |
| 1995 | Thứ 13 | 15 tháng 8  | Trung tâm Hội nghị II Century                                     | Wichita            | Kansas        | 51      |
| 1996 | Thứ 14 | 21 tháng 8  | Trung tâm Pan American                                            | Las Cruces         | New Mexico    | 51      |
| 1997 | Thứ 15 | 20 tháng 8  | Trung tâm Hội nghị South Padre Island                             | South Padre Island | Texas         | 51      |
| 1998 | Thứ 16 | 17 tháng 8  | Trung tâm Thể thao Hirsch                                         | Shreveport         | Louisiana     | 51      |
| 1999 | Thứ 17 | 24 tháng 8  | Trung tâm Thể thao Hirsch                                         | Shreveport         | Louisiana     | 51      |
| 2000 | Thứ 18 | 26 tháng 8  | Trung tâm Thể thao Hirsch                                         | Shreveport         | Louisiana     | 51      |
| 2001 | Thứ 19 | 22 tháng 8  | Trung tâm Hội nghị South Padre Island                             | South Padre Island | Texas         | 51      |
| 2002 | Thứ 20 | 28 tháng 8  | Trung tâm Hội nghị South Padre Island                             | South Padre Island | Texas         | 51      |
| 2003 | Thứ 21 | 12 tháng 8  | Trung tâm Hội nghị Palm Springs                                   | Palm Springs       | California    | 51      |
| 2004 | Thứ 22 | 06 tháng 8  | Trung tâm Hội nghị Palm Springs                                   | Palm Springs       | California    | 51      |
| 2005 | Thứ 23 | 08 tháng 8  | Trung tâm Baton Rouge River                                       | Baton Rouge        | Louisiana     | 51      |
| 2006 | Thứ 24 | 15 tháng 8  | Trung tâm Hội nghị Palm Springs                                   | Palm Springs       | California    | 51      |
| 2007 | Thứ 25 | 24 tháng 8  | Nhà hát Thính phòng Pasadena                                      | Pasadena           | California    | 51      |
| 2008 | Thứ 26 | 16 tháng 8  | Phòng khiêu vũ Trung tâm, Khu nghỉ dưỡng Đảo Thiên đường Atlantis | Nassau             | Bahamas       | 51      |
| 2009 | Thứ 27 | 31 tháng 7  | Phòng khiêu vũ Hoàng gia, Khu nghỉ dưỡng Đảo Thiên đường Atlantis | Nassau             | Bahamas       | 51      |
| 2010 | Thứ 28 | 24 tháng 7  | Phòng khiêu vũ Hoàng gia, Khu nghỉ dưỡng Đảo Thiên đường Atlantis | Nassau             | Bahamas       | 51      |
| 2011 | Thứ 29 | 16 tháng 7  | Phòng khiêu vũ Trung tâm, Khu nghỉ dưỡng Đảo Thiên đường Atlantis | Nassau             | Bahamas       | 51      |
| 2012 | Thứ 30 | 28 tháng 7  | Phòng khiêu vũ Trung tâm, Khu nghỉ dưỡng Đảo Thiên đường Atlantis | Nassau             | Bahamas       | 51      |
| 2013 | Thứ 31 | 10 tháng 8  | Phòng khiêu vũ Trung tâm, Khu nghỉ dưỡng Đảo Thiên đường Atlantis | Nassau             | Bahamas       | 51      |
| 2014 | Thứ 32 | 02 tháng 8  | Phòng khiêu vũ Trung tâm, Khu nghỉ dưỡng Đảo Thiên đường Atlantis | Nassau             | Bahamas       | 51      |
| 2015 | Thứ 33 | 22 tháng 8  | Phòng khiêu vũ Trung tâm, Khu nghỉ dưỡng Đảo Thiên đường Atlantis | Nassau             | Bahamas       | 51      |
| 2016 | Thứ 34 | 30 tháng 7  | Nhà hát Venetian, Trung tâm Venetian Las Vegas                    | Las Vegas          | Nevada        | 51      |
| 2017 | Thứ 35 | 29 tháng 7  | Thính phòng Hòa nhạc giao hưởng Phoenix                           | Phoenix            | Arizona       | 51      |
| 2018 | Thứ 36 | 18 tháng 5  | Trung tâm Thể thao Hirsch                                         | Shreveport         | Louisiana     | 51      |
| 2019 | Thứ 37 | 28 tháng 4  | Khu nghỉ dưỡng Grand Sierra                                       | Reno               | Nevada        | 51      |
| 2020 | Thứ 38 | 7 tháng 11  | Trung tâm Triển lãm và Âm thanh                                   | Graceland          | Tennessee     | 51      |
| 2021 | Thứ 39 | 27 tháng 11 | Nhà hát Thiên đường                                               | Tulsa              | Oklahoma      | 51      |
| 2022 | Thứ 40 | 1 tháng 10  | Khu nghỉ dưỡng Grand Sierra                                       | Reno               | Nevada        | 51      |
| 2023 | Thứ 41 | 28 tháng 9  | Khu nghỉ dưỡng Grand Sierra                                       | Reno               | Nevada        | 51      |
| 2024 | Thứ 42 | 3 tháng 8   | Nhà hát Peacook                                                   | Los Angeles        | California    | 51      |

### Số lần tổ chức
| Bang/Quốc gia | Số lần | Năm                                     |
| ------------- | ------ | --------------------------------------- |
| Bahamas       | 8      | 2008–2015                               |
| California    | 7      | 1988, 1989, 2003, 2004, 2006, 2007,2024 |
| Louisiana     | 5      | 1998–2000, 2005, 2018                   |
| Mississippi   | 5      | 1990–1994                               |
| Nevada        | 4      | 2016, 2019,2022,2023                    |
| Texas         | 4      | 1987, 1997, 2001, 2002                  |
| Florida       | 3      | 1983, 1985, 1986                        |
| Tennessee     | 2      | 1984, 2020                              |
| Arizona       | 1      | 2017                                    |
| New Mexico    | 1      | 1996                                    |
| Kansas        | 1      | 1995                                    |
| Oklahoma      | 1      | 2021                                    |

## Các hoa hậu

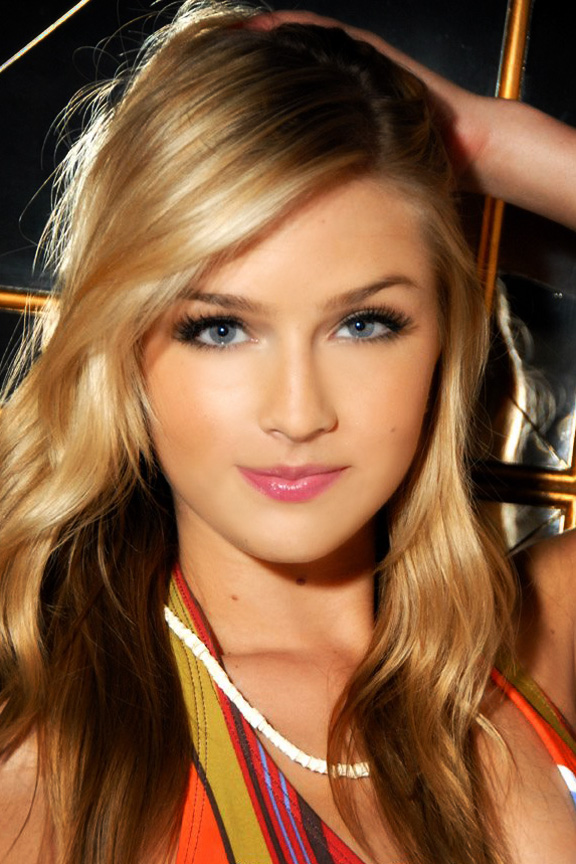
Hoa hậu Tuổi Teen Mỹ 2013 Cassidy Wolf, California
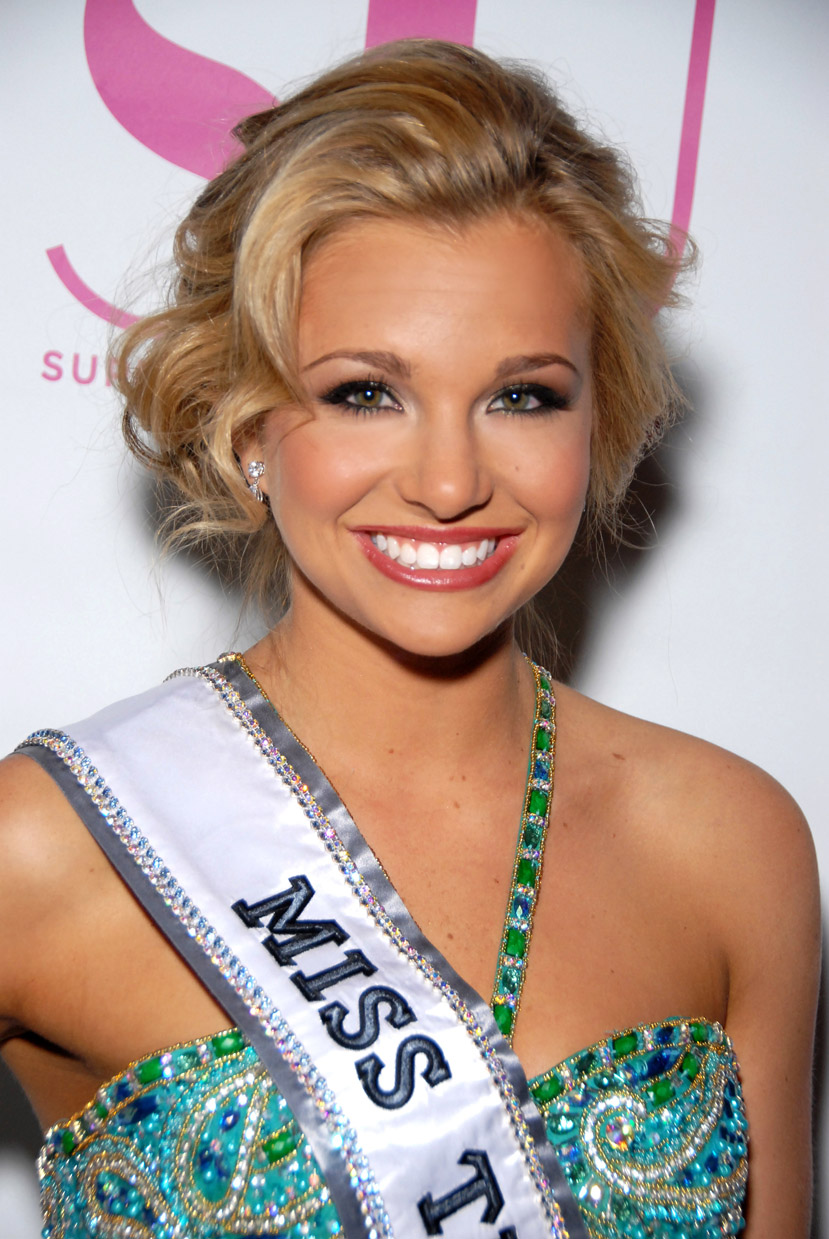
Hoa hậu Tuổi Teen Mỹ 2011 Danielle Doty, Texas
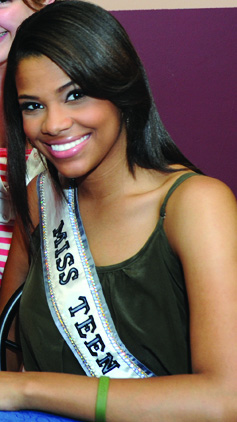
Hoa hậu Tuổi Teen Mỹ 2010 Kamie Crawford, Maryland
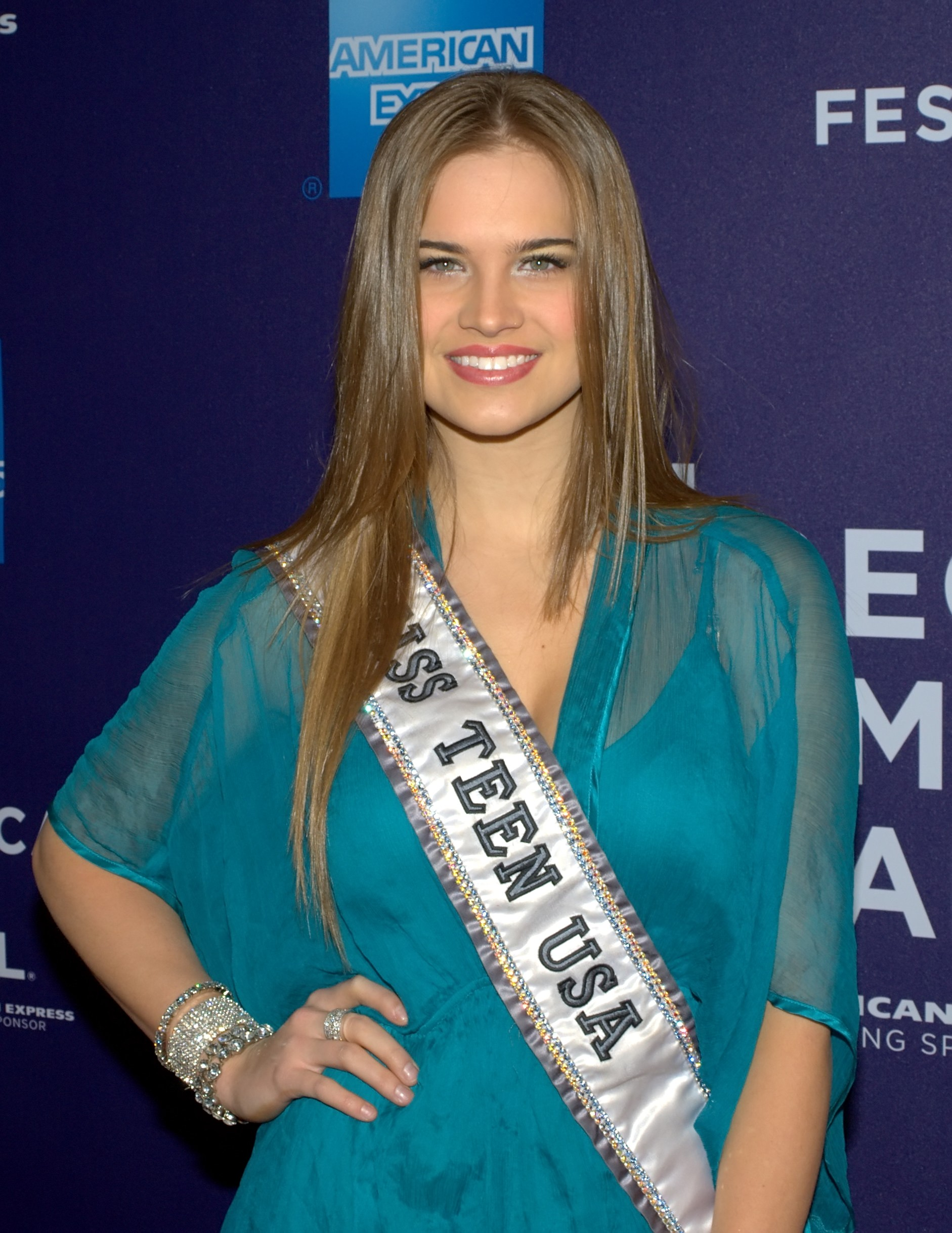
Hoa hậu Tuổi Teen Mỹ 2009 Stormi Henley, Tennessee
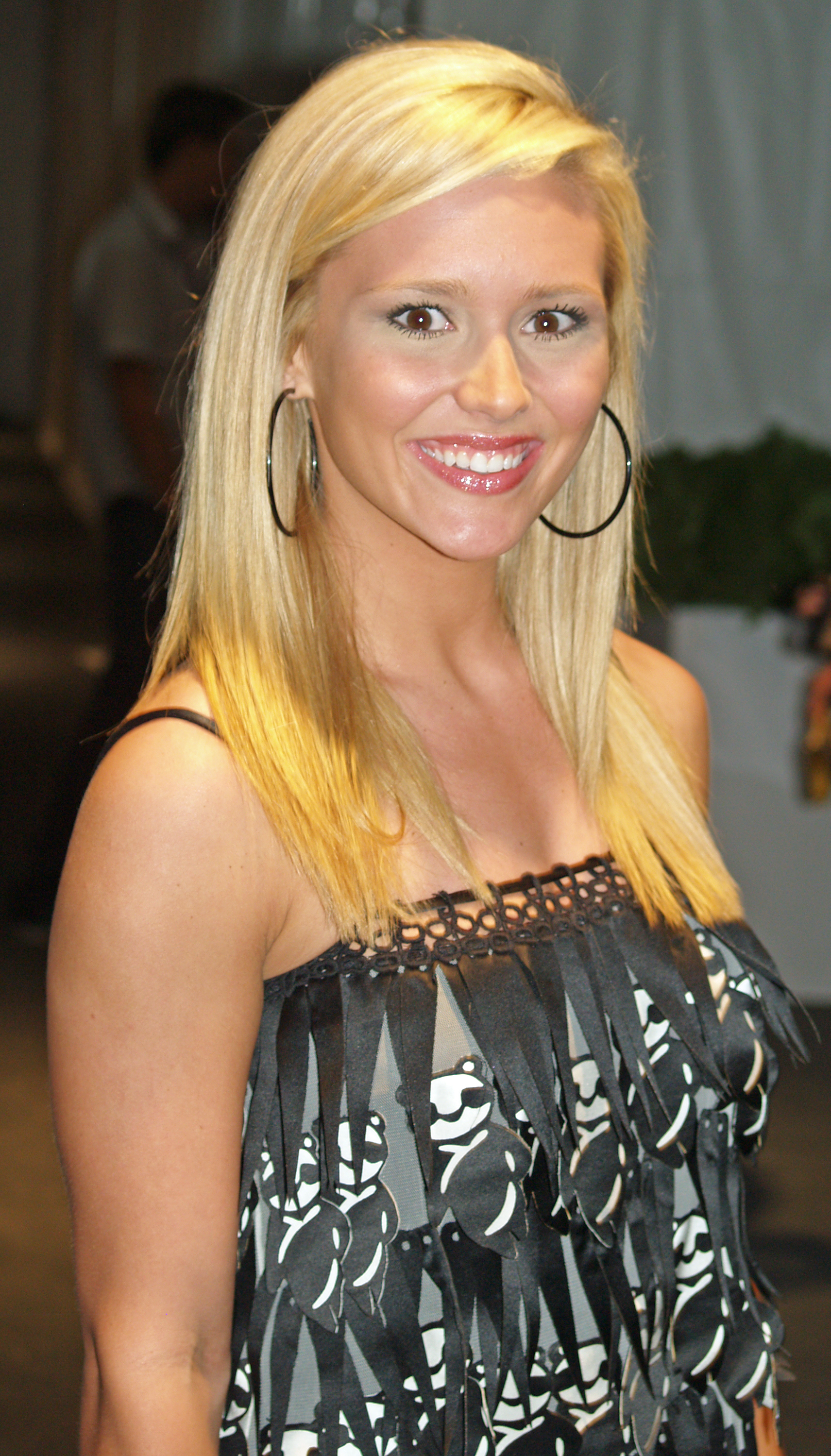
Hoa hậu Tuổi Teen Mỹ 2008 Stevi Perry, Arkansas
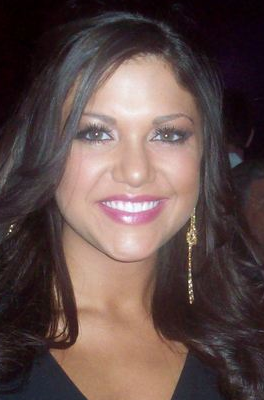
Hoa hậu Tuổi Teen Mỹ 2007 Hilary Cruz, Colorado
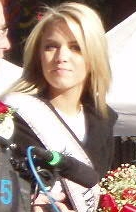
Hoa hậu Tuổi Teen Mỹ 2006 Katie Blair, Montana
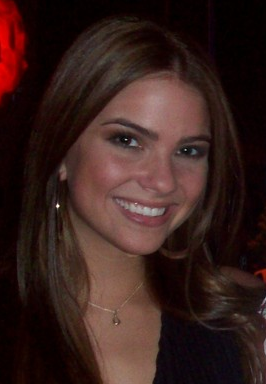
Hoa hậu Tuổi Teen Mỹ 2004 Shelley Hennig, Louisiana
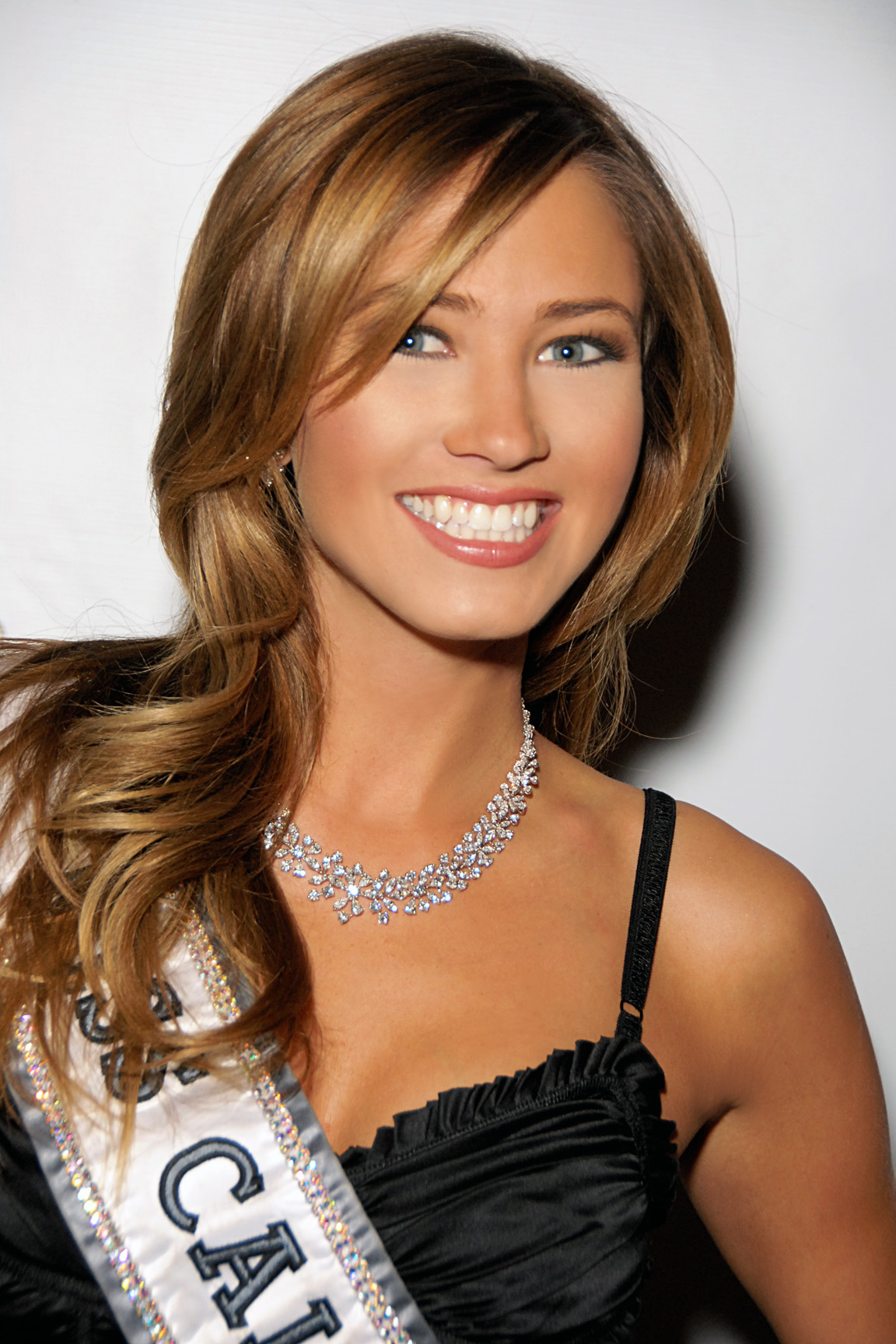
Hoa hậu Tuổi Teen Mỹ 2003 Tami Farrell, Oregon
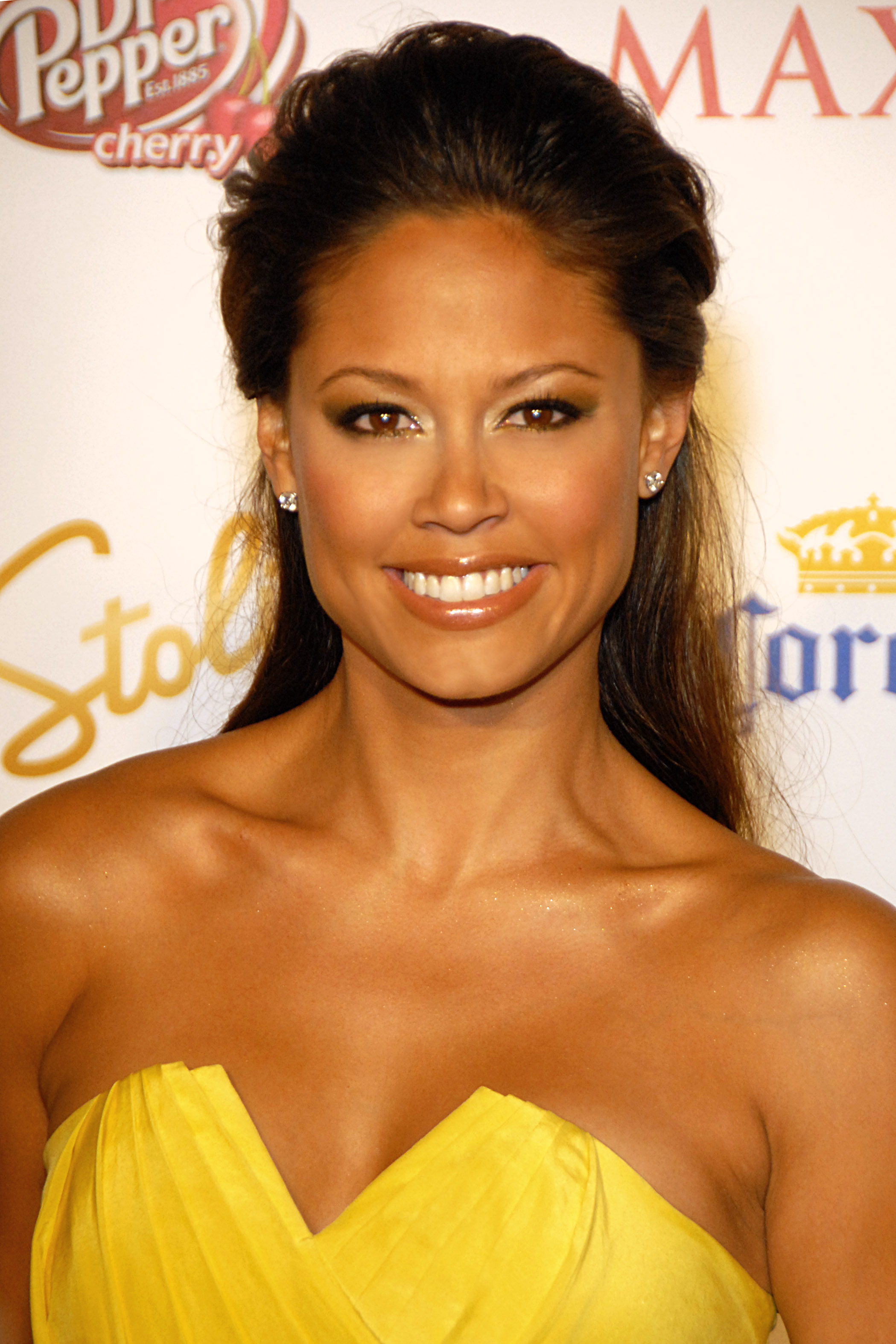
Hoa hậu Tuổi Teen Mỹ 1998 Vanessa Lachey, Nam Carolina
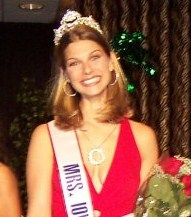
Hoa hậu Tuổi Teen Mỹ 1992 Jamie Solinger, Iowa
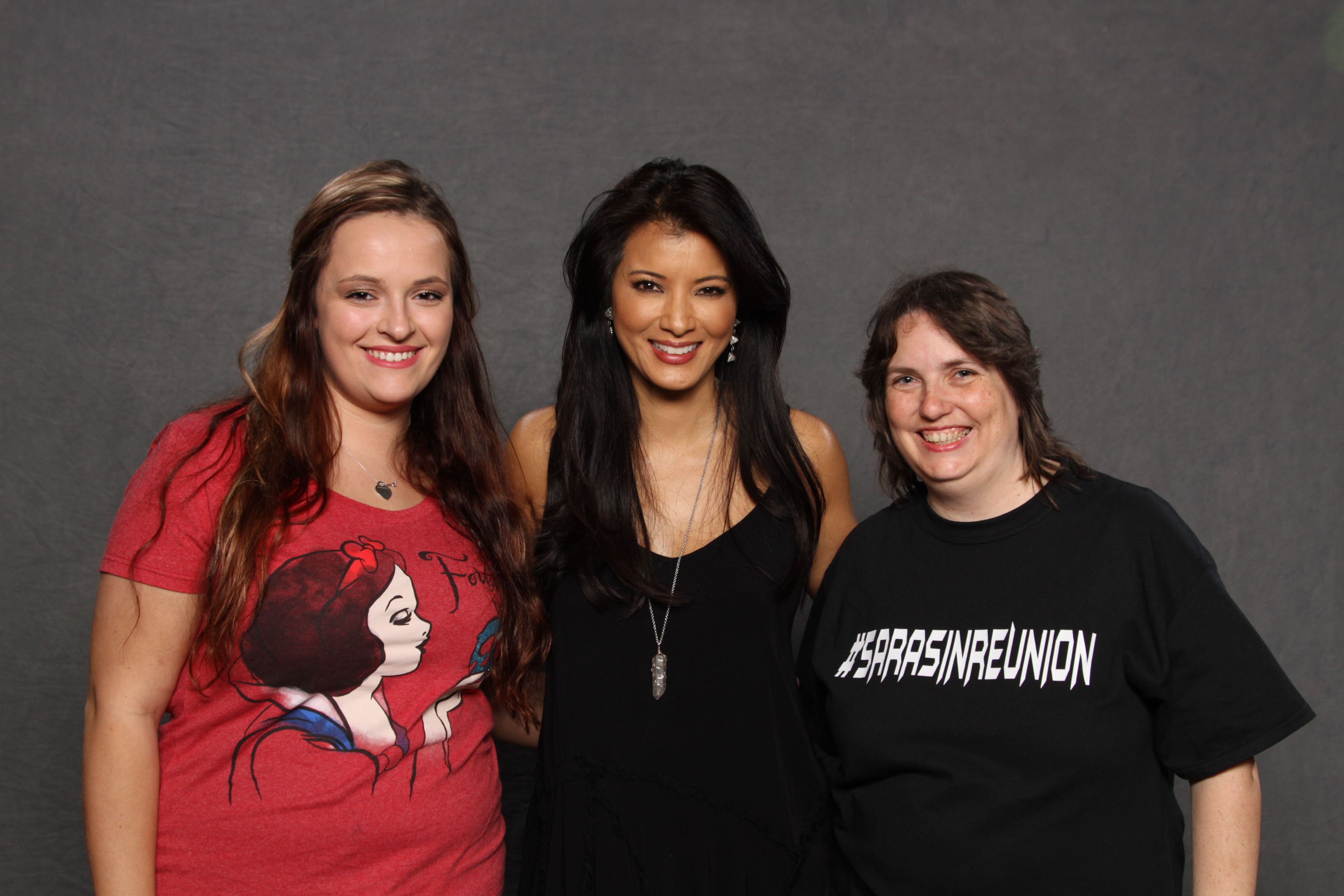
Hoa hậu Tuổi Teen Mỹ 1985 Kelly Hu, Hawaii

| Năm  | Bang          | Hoa hậu Tuổi Teen Mỹ      | Tuổi | Quê quán      |
| ---- | ------------- | ------------------------- | ---- | ------------- |
| 1983 | New York      | Ruth Zakarian             | 16   | Amsterdam     |
| 1984 | Illinois      | Cherise Haugen            | 17   | Sleepy Hollow |
| 1985 | Hawaii        | Kelly Hu                  | 16   | Honolulu      |
| 1986 | Oklahoma      | Allison Brown             | 17   | Edmond        |
| 1987 | Mississippi   | Kristi Addis              | 16   | Holcomb       |
| 1988 | Oregon        | Mindy Duncan              | 16   | Newberg       |
| 1989 | Idaho         | Brandi Sherwood           | 18   | Idaho Falls   |
| 1990 | Oregon        | Bridgette Wilson          | 16   | Gold Beach    |
| 1991 | New Hampshire | Janel Bishop              | 17   | Manchester    |
| 1992 | Iowa          | Jamie Solinger            | 17   | Altoona       |
| 1993 | Vermont       | Charlotte Lopez           | 16   | Dorset        |
| 1994 | California    | Shauna Gambill            | 17   | Acton         |
| 1995 | Kansas        | Keylee Sue Sanders        | 18   | Louisburg     |
| 1996 | Texas         | Christie Lee Woods        | 18   | Huntsville    |
| 1997 | Tennessee     | Shelly Moore              | 18   | Knoxville     |
| 1998 | Nam Carolina  | Vanessa Minnillo          | 17   | Charleston    |
| 1999 | Delaware      | Ashley Coleman            | 18   | Camden        |
| 2000 | Pennsylvania  | Jillian Parry             | 18   | Newtown       |
| 2001 | Missouri      | Marissa Whitley           | 18   | Springfield   |
| 2002 | Wisconsin     | Vanessa Semrow            | 17   | Rhinelander   |
| 2003 | Oregon        | Tami Farrell              | 18   | Phoenix       |
| 2004 | Louisiana     | Shelley Hennig            | 17   | Destrehan     |
| 2005 | Ohio          | Allie LaForce             | 16   | Vermilion     |
| 2006 | Montana       | Katie Blair               | 19   | Billings      |
| 2007 | Colorado      | Hilary Cruz               | 19   | Louisville    |
| 2008 | Arkansas      | Stevi Perry               | 18   | Hamburg       |
| 2009 | Tennessee     | Stormi Henley             | 19   | Crossville    |
| 2010 | Maryland      | Kamie Crawford            | 18   | Potomac       |
| 2011 | Texas         | Danielle Doty             | 18   | Harlingen     |
| 2012 | Connecticut   | Logan West                | 18   | Southington   |
| 2013 | California    | Cassidy Wolf              | 19   | Temecula      |
| 2014 | Nam Carolina  | K. Lee Graham             | 17   | Chapin        |
| 2015 | Louisiana     | Katherine Haik            | 15   | Franklinton   |
| 2016 | Texas         | Karlie Hay                | 18   | Tomball       |
| 2017 | Missouri      | Sophia Dominguez-Heithoff | 17   | Kansas City   |
| 2018 | Kansas        | Hailey Colborn            | 17   | Wichita       |
| 2019 | Connecticut   | Kaliegh Garris            | 18   | New Haven     |
| 2020 | Hawaii        | Kiʻilani Arruda           | 18   | Kapaa         |
| 2021 | Florida       | Breanna Myles             | 18   | Kentucky      |
| 2022 | Nebraska      | Faron Medhi               | 18   | Omaha         |
| 2023 | New Jersey    | UmaSofia Srivastava       | 16   | Morris Plains |
| 2024 | Mississippi   | Addison (Addie) Carver    | 16   | Monticello    |

### Các Hoa hậu
- Hoa hậu Tuổi Teen Mỹ 2013
 Cassidy Wolf, California
- Hoa hậu Tuổi Teen Mỹ 2011
 Danielle Doty, Texas
- Hoa hậu Tuổi Teen Mỹ 2010
 Kamie Crawford, Maryland
- Hoa hậu Tuổi Teen Mỹ 2009
Stormi Henley, Tennessee
- Hoa hậu Tuổi Teen Mỹ 2008
Stevi Perry, Arkansas
- Hoa hậu Tuổi Teen Mỹ 2007
Hilary Cruz, Colorado
- Hoa hậu Tuổi Teen Mỹ 2006
Katie Blair, Montana
- Hoa hậu Tuổi Teen Mỹ 2004
Shelley Hennig, Louisiana
- Hoa hậu Tuổi Teen Mỹ 2003
Tami Farrell, Oregon
- Hoa hậu Tuổi Teen Mỹ 1998
Vanessa Lachey, Nam Carolina
- Hoa hậu Tuổi Teen Mỹ 1992
Jamie Solinger, Iowa
- Hoa hậu Tuổi Teen Mỹ 1985
Kelly Hu, Hawaii

### Số lần chiến thắng
| Bang          | Số lần | Năm              |
| ------------- | ------ | ---------------- |
| Texas         | 3      | 1996, 2011, 2016 |
| Oregon        | 3      | 1988, 1990, 2003 |
| Connecticut   | 2      | 2012, 2019       |
| Hawaii        | 2      | 1985, 2020       |
| Kansas        | 2      | 1995, 2018       |
| Missouri      | 2      | 2001, 2017       |
| Louisiana     | 2      | 2004, 2015       |
| Nam Carolina  | 2      | 1998, 2014       |
| California    | 2      | 1994, 2013       |
| Tennessee     | 2      | 1997, 2009       |
| New Jersey    | 1      | 2023             |
| Nebraska      | 1      | 2022             |
| Florida       | 1      | 2021             |
| Maryland      | 1      | 2010             |
| Arkansas      | 1      | 2008             |
| Colorado      | 1      | 2007             |
| Montana       | 1      | 2006             |
| Ohio          | 1      | 2005             |
| Wisconsin     | 1      | 2002             |
| Pennsylvania  | 1      | 2000             |
| Delaware      | 1      | 1999             |
| Vermont       | 1      | 1993             |
| Iowa          | 1      | 1992             |
| New Hampshire | 1      | 1991             |
| Idaho         | 1      | 1989             |
| Mississippi   | 1      | 1987             |
| Oklahoma      | 1      | 1986             |
| Illinois      | 1      | 1984             |
| New York      | 1      | 1983             |

## Hoa hậu Tuổi Teen Mỹ 2008
Bắt đầu từ năm 2008, kênh truyền hình NBC không tiếp tục truyền hình trực tiếp cuộc thi Hoa hậu Tuổi Teen Mỹ nữa. Năm 2008 cũng là năm đầu tiên Hoa hậu Tuổi Teen Mỹ được tổ chức tại nước ngoài, tại thủ đô Nassau của Bahamas. Kết quả chinh thức của cuộc thi: Stevi Perry của Arkansas đoạt vương miện. Á hậu 1 là hoa hậu Nam Carolina, Á hậu 2 là hoa hậu Bắc Carolina. Hai vị trí còn lại trong Top 5 thuộc về các thí sinh Louisiana và Idaho.